# Ферфакс (Калифорнија)
Ферфакс (енгл. Fairfax) град је у америчкој савезној држави Калифорнија. По попису становништва из 2010. у њему је живело 7.441 становника.

## Демографија
Према попису становништва из 2010. у граду је живело 7.441 становника, што је 122 (1,7%) становника више него 2000. године.
| Група             | 2000.         | 2010.         |
| Белци             | 6.445 (88,1%) | 6.352 (85,4%) |
| Афроамериканци    | 85 (1,2%)     | 110 (1,5%)    |
| Азијати           | 144 (2,0%)    | 204 (2,7%)    |
| Хиспаноамериканци | 418 (5,7%)    | 504 (6,8%)    |
| Укупно            | 7.319         | 7.441         |